# Okelle
Okelle ist eine aus dem Französischen stammende Bezeichnung für ein Handels- und Beherbergungsgebäude im Orient, speziell in Alexandria, das etwa die Funktion einer Karawanserei erfüllte.
Die Benutzung der Bezeichnung Okelle ist schon für das Jahr 1647 belegt, doch anders als Wörter wie Bungalow oder Veranda, die auf ähnliche Weise entstanden, verbreitete sich die Bezeichnung nicht im allgemeinen Wortgebrauch, sondern blieb mehr oder weniger auf Alexandria beschränkt. Die Okelles wurden gegen Ende des 19. Jahrhunderts vornehmlich am Maydan al-Tahrir errichtet; bis 1868 wurden die Bauwerke Okelle Anglaise, Okelle Française, Okelle Nuevo, Okelle Anastasi und Okelle Abro errichtet. Sie enthielten im Erdgeschoss Einrichtungen wie Cafés, Theater, Postfilialen, Läden etc., während in den Obergeschossen Hotels oder Wohnungen untergebracht waren. In der Regel wurden sie durch zwei einander kreuzende öffentliche Passagen in vier Teile unterteilt, beleuchtet und belüftet. Die Okelle stellte eine Verschmelzung zwischen einheimischer und kolonialer Bauform dar.
Eingeleitet hatte diese Entwicklung die pro-europäische Politik unter Muhammad Said und seinem Nachfolger, in deren Folge es 1882 zur Errichtung des britischen Protektorats in Ägypten kam. Die Entwicklung Kairos kostete Alexandria im Jahr 1870 die bisher eingenommene Vormachtstellung. Ismail Pascha und Ali Pascha Mubarak hatten anlässlich ihres Besuchs der Weltausstellung 1867 Kontakt mit Georges Haussmann aufgenommen und begonnen, Kairo nach europäischem Vorbild umzugestalten. Die europäischen Architekten jedoch, die man – auch in Ermangelung einheimischer Kräfte – für Alexandrias Modernisierung anwarb, verzichteten darauf, unveränderte europäische Baumodelle nach Alexandria zu transferieren, sondern planten stattdessen Bauten, die dem europäischen Verständnis orientalischer Bauweise entsprachen.